# Ipeiroco
Ipeiroco, (greco, Ὑπείροχος), figura mitologica dell'Iliade (XI, v. 355), fu un guerriero troiano.
Ipeiroco fu ucciso da Ulisse in un'azione bellica descritta nel libro XI dell'Iliade relativo alle Gesta di Agamennone.
()